# Triveni Sangam
Le Triveni Sangam, dans la tradition hindoue, est la confluence de trois rivières, sangama étant le mot sanskrit pour confluence. 
Le point de confluence est un lieu sacré pour les Hindous. Un bain pris en un tel endroit est réputé éliminer tous les péchés et libérer un des cycles (voir jivatman) de la renaissance (Punarbhava).

## Allahabad
Le Triveni Sangam d'Allahabad, situé à Prayag, est la confluence de deux rivières physiques, le Gange et la Yamuna, et d'une rivière mythique et spirituelle, la Saraswati. 
Le site est un lieu d'importance religieuse et le site historique du Kumbh Mela, tenu tous les douze ans. C'est également le site d'immersion de cendres de plusieurs dirigeants nationaux, dont le Mahatma Gandhi en 1948.